# ريتشارد نيكلسون
ريتشارد نيكلسون (بالإنجليزية: Richard Nicholson)‏ هو رافع أثقال ‏ أسترالي، ولد في 30 يونيو 1970 في سيدني في أستراليا.

## روابط خارجية
- ريتشارد نيكلسون على موقع النتائج التاريخية لألعاب القوى الأسترالية (الإنجليزية)
- ريتشارد نيكلسون على موقع Paralympic.org (الإنجليزية)
- ريتشارد نيكلسون على موقع IPC.InfostradaSports.com (مؤرشف) (الإنجليزية)
- ريتشارد نيكلسون على موقع اللجنة البارالمبية الأسترالية (الإنجليزية)